# Pyrrhura viridicata
Pyrrhura viridicata е вид птица от семейство Папагалови (Psittacidae). Видът е застрашен от изчезване.

## Разпространение
Видът е разпространен в Колумбия.